# Crimisodes
Crimisodes is een geslacht van rechtvleugeligen uit de familie doornsprinkhanen (Tetrigidae). De wetenschappelijke naam van dit geslacht is voor het eerst geldig gepubliceerd in 1932 door Hebard.

## Soorten
Het geslacht Crimisodes  is monotypisch en omvat slechts de volgende soort:
- Crimisodes undulatum (Hebard, 1932)